# Bitwa w Koźminie Wielkopolskim
Bitwa w Koźminie Wielkopolskim – starcie zbrojne w czasie trwania powstania wielkopolskiego do którego doszło 21 kwietnia 1848 w Koźminie Wielkopolskim, starcie zakończyło się wycofaniem polskich wojsk powstańczych.

## Geneza
W 1848 wybuchła Wiosna Ludów. W marcu 1848 doszło do rewolucji marcowej w Berlinie. Polacy postanowili wykorzystać sytuację i podjęto działania, aby Wielkie Księstwo Poznańskie uzyskało rozszerzenie autonomii. Początkowo ludność niemiecka sprzyjała dążeniom Polaków, co doprowadziło między innymi do uwolnienia skazanych w procesie berlińskim. Z czasem jednak sytuacja się zmieniała i Niemcy zaczęli zwracać się przeciwko Polakom. Ze strony władz pruskich chciano początkowo załagodzić rewolucyjne nastroje Polaków drogą pokojową. Wysłano w tym celu komisarza królewskiego generała Karla Wilhelma von Willisena, który miał drogą dyplomatyczną nie dopuścić do starć zbrojnych. Wskutek jego działań 11 kwietnia doszło do ugody w Jarosławcu. Z ugody tej nie byli zadowoleni zarówno Polacy jak i Niemcy. Nastroje antypolskie narastały tak, że nawet 19 kwietnia wojsko pruskie nie wpuściło sprzyjającego Polakom Willisena do Poznania. Zniechęcony Willisen, któremu do tej pory drogą dyplomacji udawało się nie dopuścić do większych starć zbrojnych 19-20 kwietnia opuścił poznańskie. Zakończył tym samym swoją misję dyplomatyczną. Od tej pory nasiliły się incydenty zbrojne. Wojsko pruskie zaczęło działać coraz bardziej agresywnie i doszło do kilku bitew i potyczek z powstańcami wielkopolskimi. Polacy jednak początkowo łudzili się jeszcze, że swoje cele mogą uzyskać bez walki. Ostatecznie wskutek agresywnej postawy wojsk pruskich 28 kwietnia Polacy zdecydowali się na zerwanie układów.

## Bitwa
21 kwietnia 1848 z Krotoszyna wyruszył oddział Pruski na Koźmin Wielkopolski. W Koźminie miał siedzibę powstańczy komitet powiatowy, którego strzegła straż bezpieczeństwa uzbrojona tylko w kosy. Kosynierzy widząc wkraczających żołnierzy pruskich przyjęli bojową postawę. Zaczęto na gwałt dzwonić w kościele, aby lud z okolicy zwołać na pomoc. Wtedy Prusacy zaczęli strzelać. Chcąc przeszkodzić rozpętaniu się walki wybiegł na rynek Michał Chłapowski, komisarz powiatowy. Na jego wezwanie straż miejska odstawiła kosy i ustawiła je przy domach i to na chwilę uspokoiło sytuację. Polacy w milczeniu przypatrywali się wkraczaniu wojska. Skoro tylko na rynek wkroczył pierwszy pluton wojska, to Prusacy otwarli ogień do mieszkańców. Padło kilkunastu zabitych i rannych, a wśród nich i Chłapowski. Widząc co się dzieje dowodzenie nad kosynierami objął Stablewski, który z kosynierami schronił się do domu i tam zaczął się bronić. Później jednak się wycofał.  
Wojsko Pruskie przystąpiło następnie do plądrowania Koźmina. Przybyło jednak wsparcie dla Polaków z Borku Wielkopolskiego. Na Prusaków uderzył nowy oddział kosynierów uzbrojony też w cepy i widły. W wyniku braku broni palnej u powstańców oddział ten jednak został rozproszony.